# Corticifraga fuckelii
Corticifraga fuckelii is een korstmosparasiet behorend tot de familie Gomphillaceae. Hij komt voor op Peltigera (leermos).

## Kenmerken
Ingezonken grijsbruine apothecia met een lichte rafelige rand eromheen. 

## Verspreiding
Corticifraga fuckelii voor in Noord- en Zuid-Amerika en Europa. Sporadisch wordt het ook gevonden in Azië (Rusland) en Afrika (Kenia). Het komt in Nederland zeldzaam voor.

## Foto's

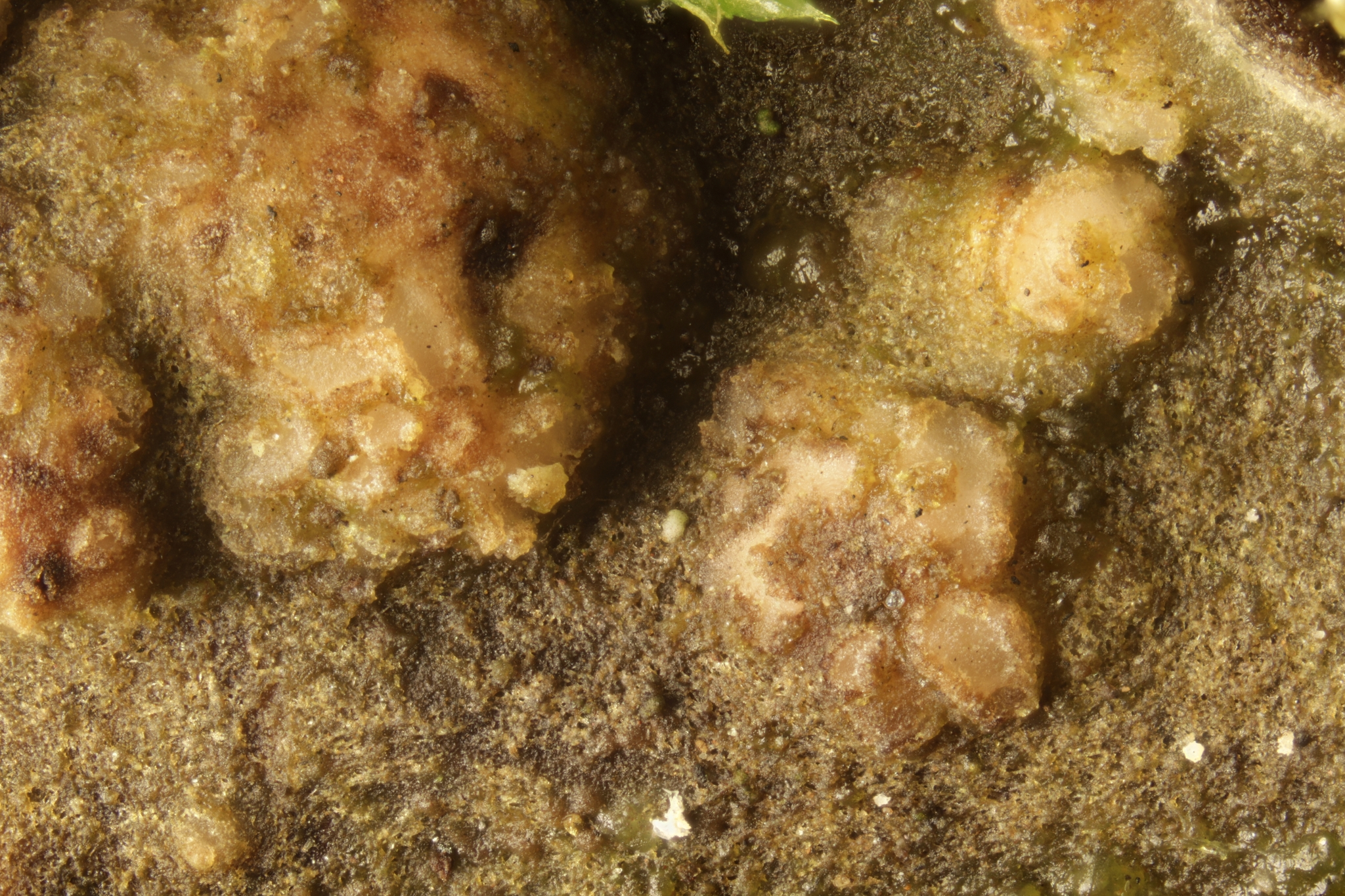
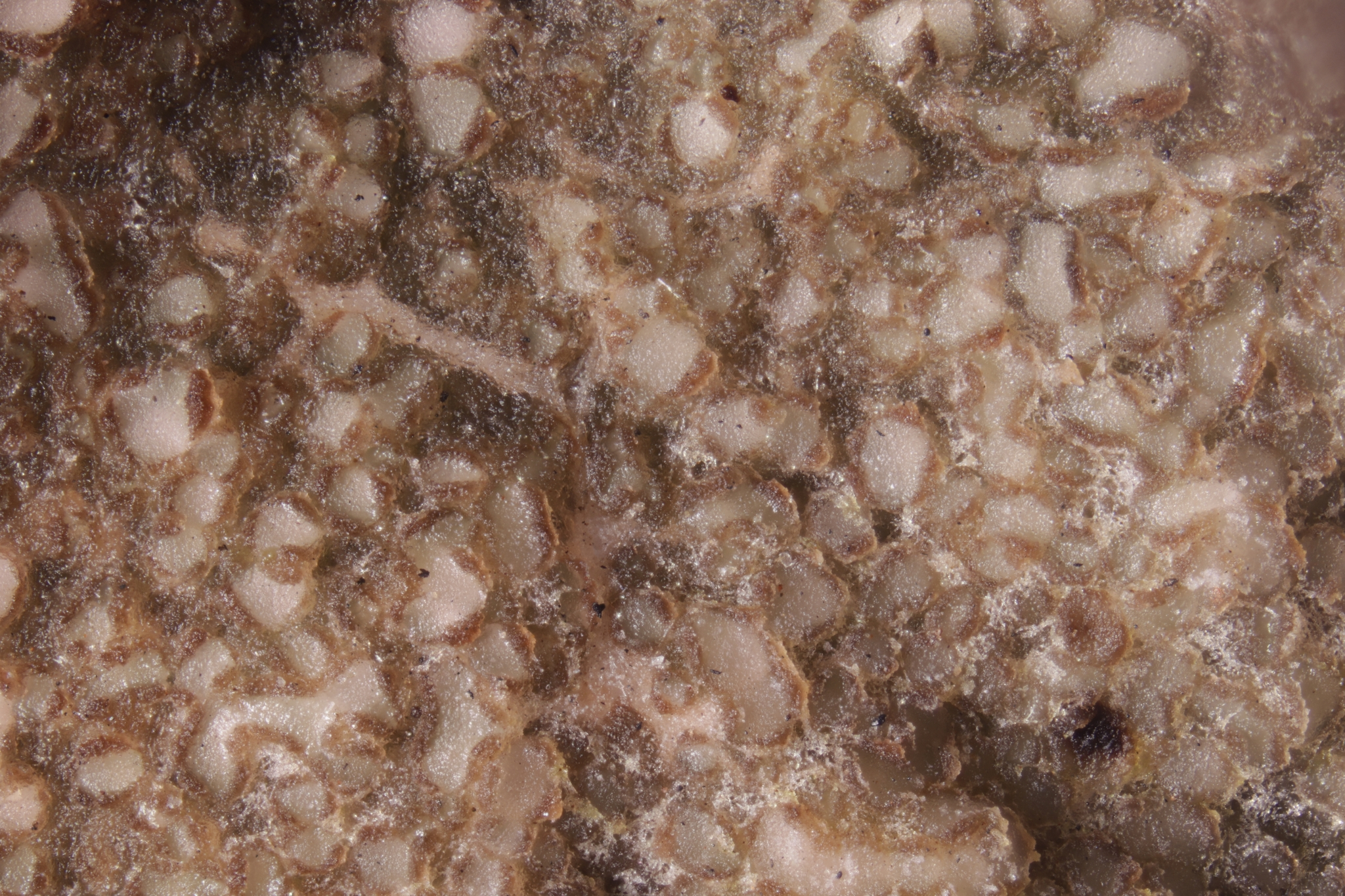
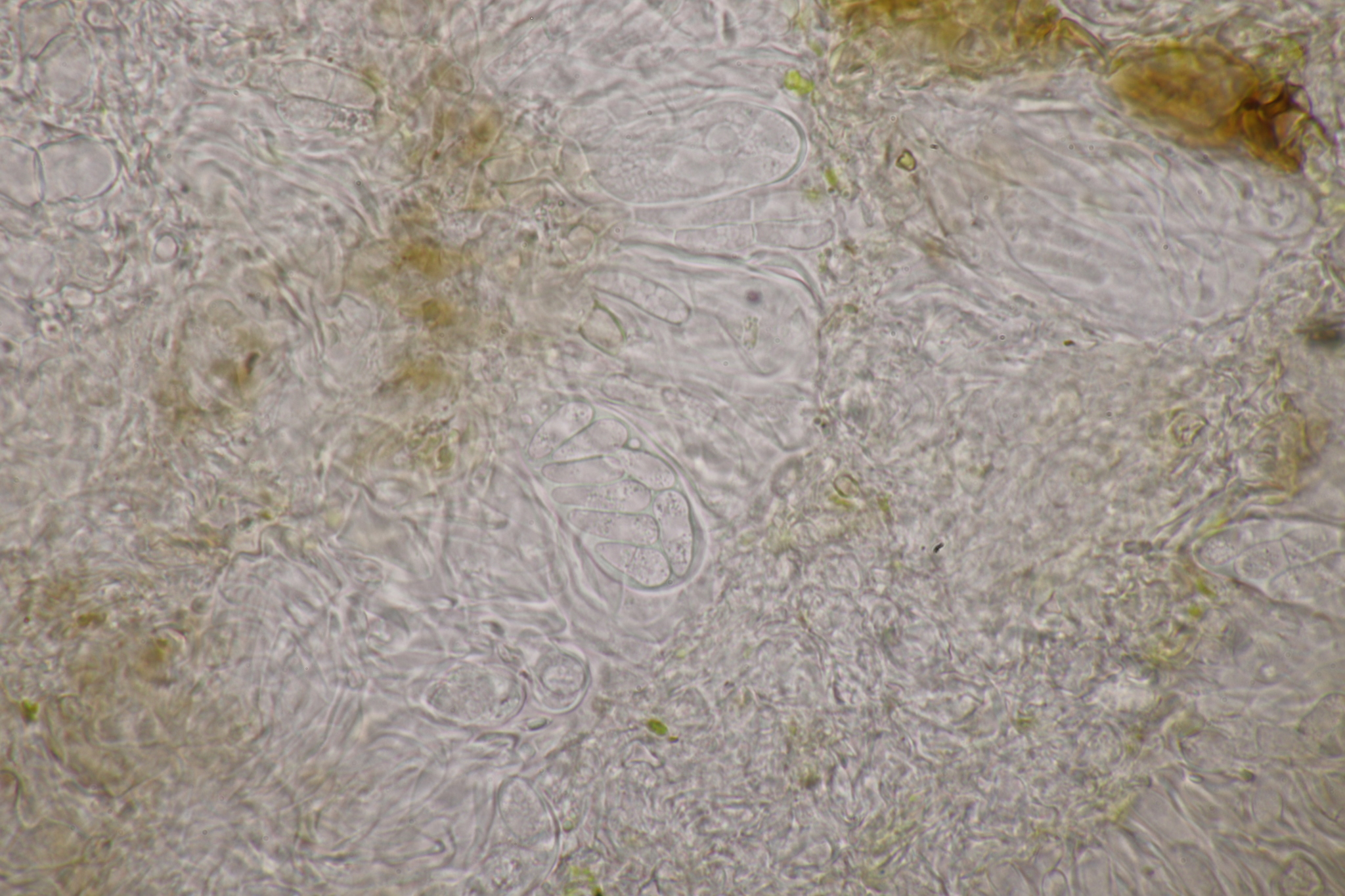